# 稷山墓群
稷山墓群，位于山东省淄博市临淄区，是中华人民共和国山东省文物保护单位之一。
1992年6月12日，授予山东省文物保护单位，是一座古墓葬。